# Joanna Austriacka
Joanna Austriacka SJ (hiszp. Juana) (ur. 24 czerwca 1535 w Madrycie, zm. 7 września 1573 w Eskurialu) – infantka hiszpańska z rodu Habsburgów, regentka Hiszpanii, jedyna kobieta jezuita.

## Życiorys
Urodziła się w Madrycie, była córką cesarza Karola V i jego małżonki Izabeli Portugalskiej, córki króla Portugalii Manuela I. Joanna nosiła więc, prócz wielu innych, tytuły arcyksiężniczki Austrii, infantki Kastylii i Aragonii, księżniczki Burgundii i Flandrii oraz córki cesarza Świętego Cesarstwa Rzymskiego.
Gdy miała kilkanaście lat, w 1552 roku, poślubiła swojego kuzyna – infanta portugalskiego Jana, następcę tronu Portugalii. Był on jedynym żyjącym synem Katarzyny Habsburg, siostry jej ojca, oraz brata jej matki – króla Portugalii Jana III. Jedyny syn pary, przyszły król Portugalii Sebastian I, urodził się w 1554, kilka tygodni po śmierci ojca, który w wieku 16 lat zmarł na cukrzycę młodzieńczą. Dwa lata po śmierci męża Joanna powróciła do Hiszpanii.
W czasie pobytu jej brata Filipa II w Anglii jako męża królowej Marii brat i ojciec skłonili Joannę, by objęła w jego zastępstwie władzę. W latach 1554–1559 faktycznie rządziła Hiszpanią. Jako regentka Joanna odznaczyła się inteligencją i sprawnością jako kobieta silna i władcza. 
Nie wyszła ponownie za mąż i nigdy nie wybrała się do Portugalii, by zobaczyć syna Sebastiana, choć wysyłała do niego listy. Joanna otrzymywała portrety swego dziecka, z których dowiadywała się jak wygląda. Jeden z obrazów, przedstawiający Sebastiana w wieku lat 11, znajduje się obecnie w Convento de Las Dezcalsas Reales, który regentka założyła w dawnym pałacu królewskim (opuszczonym po dokonaniu rozbudowy Alkazaru w Madrycie).
W 1564 Katarzyna Medycejska wysunęła projekt, aby jej syn Henryk Walezy poślubił Joannę.

## Joanna jako jezuita

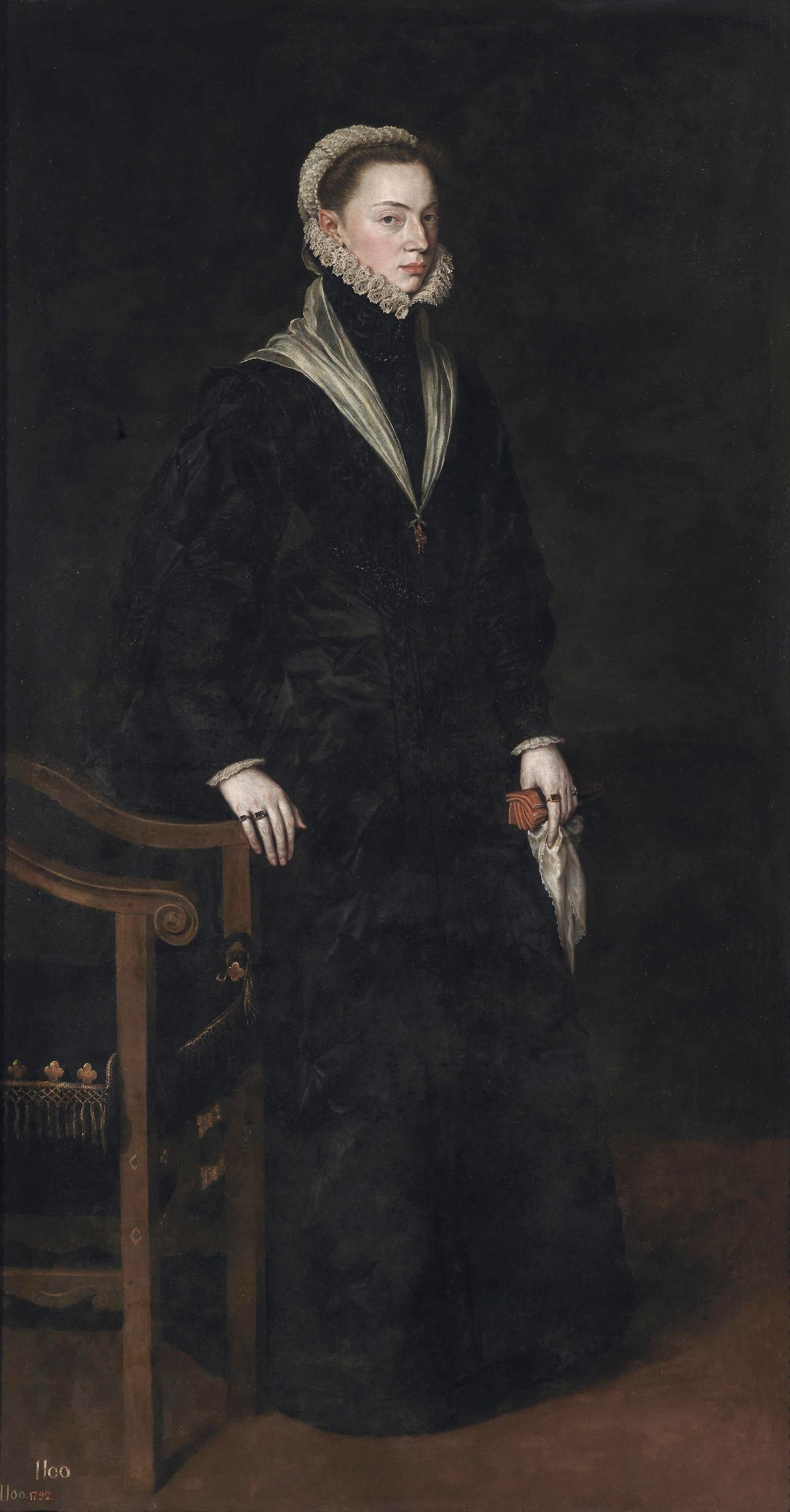
Infantka Joanna

Towarzystwo Jezusowe jest jednym z nielicznych zakonów, które nie mają gałęzi żeńskiej. Wynika to z jego charyzmatu, do którego należy ścisłe przestrzeganie posłuszeństwa, dyscyplina i działalność misyjna, często w trudnych warunkach. Święty Ignacy Loyola od początku przeciwny był powstaniu żeńskiej gałęzi Towarzystwa – mimo tego w 1545 roku na polecenie papieża Pawła III przyjął śluby Izabeli Roser i dwóch jej towarzyszek, mające doprowadzić do powstania zakonu jezuitek. Eksperyment ten trwał jednak tylko dwa lata – obawy św. Ignacego sprawdziły się, a w 1547 dzięki staraniom św. Ignacego Paweł III wydał list zakazujący jezuitom sprawowania opieki nad zgromadzeniami żeńskimi.
Joanna chciała wstąpić do jezuitów, zakonu męskiego, ze względu na ambicje. Poinformowała o tym św. Franciszka Borgię, wiceksięcia Nawarry i jednego z pierwszych jezuitów. Zrobiła to w tajemnicy przed ojcem i bratem – byliby oni temu z pewnością przeciwni, gdyż jej wstąpienie do zakonu uniemożliwiłoby kontynuowanie korzystnej dla Habsburgów polityki dynastycznej. Sytuacja jezuitów w Hiszpanii, inaczej niż w Portugalii, była wtedy trudna – znajdowali się oni w konflikcie z potężnym zakonem dominikańskim, a różnorodne ataki polityczne utrudniały normalny rozwój Towarzystwa. Dlatego też zgodzili się na pomysł hiszpańskiej regentki, uzyskując dzięki temu jej poparcie polityczne – ze względu na niecodzienny charakter faktu wstąpienia kobiety do zakonu męskiego i prawdopodobny gniew rodziny aż do jej śmierci pozostało to jednak w sekrecie.
Pomysł był otoczony ścisłą tajemnicą, w korespondencji pomiędzy jezuitami księżniczka nie występowała nigdy pod swoim imieniem, ale pod pseudonimem "Mateo Sanchez" albo "Montoya". Św. Ignacy powołał specjalną radę, która miała zajmować się tą sprawą – ustaliła ona, że Joanna zostanie przyjęta do zakonu jako "wieczny scholastyk", jezuita, który na zawsze pozostaje na etapie formacji i nigdy nie składa profesji uroczystej. Nie składając profesji uroczystej, Joanna nie traciła ostatecznie praw do zawarcia związku małżeńskiego i do własności prywatnej – wieczny scholastyk może być bowiem zwolniony ze ślubów zakonnych przez generała zakonu w razie pilnej konieczności.
Na wszystkich jezuitów, którzy wiedzieli o wstąpieniu księżniczki do zakonu, nałożono obowiązek dochowania sekretu. Jej życie nie zmieniło się radykalnie, dwór hiszpański słynął z surowości, ślub ubóstwa był więc łatwy do zachowania. Joanna dochowała także ślubu czystości, nigdy nie wychodząc ponownie za mąż.